# Pseudolana elegans
Pseudolana elegans är en kräftdjursart som beskrevs av Bruce1980. Pseudolana elegans ingår i släktet Pseudolana och familjen Cirolanidae. Inga underarter finns listade i Catalogue of Life.